# Sivacrypticus tanganyikanus
Sivacrypticus tanganyikanus is een keversoort uit de familie Archeocrypticidae. De wetenschappelijke naam van de soort is voor het eerst geldig gepubliceerd in 1971 door Kaszab.